# Antenne 2,5 GHz amateur
La bande de fréquence 2,5 GHz en fait 2,3 et 2,4 GHz, est utilisée notamment pour les applications Wi-Fi, ISM et la bande 2,3 GHz - 2,45 GHz du service radioamateur. Les antennes de réalisation amateur pour 2,5 GHz sont de divers types, selon le but recherché, principalement la directivité et la couverture souhaitée, ainsi que l'encombrement toléré.

## Antenne cornet
L'antenne cornet dite « antenne Ricoré » est la plus simple, et ne nécessite qu'une boite de conserve et une prise type « S ». 
Un cornet Wi-Fi / ISM « idéal » présenterait un diamètre de 83 mm  pour une longueur de 247 mm et un monopole éloigné de 61 mm du fond. Le gain envisageable approchant 12 dBi. La  plage de fonctionnement nominale, est de 2 117 à 2 765 MHz, soit une fréquence centrée sur 2 441 MHz.
L'antenne cornet, de forme ici cylindrique, la plus connue est la  « Ricoré » (du nom d'une célèbre conserve alimentaire), vu sa dimension bien adaptée : diamètre 10 cm, longueur 17,5 cm. Elle est couplée au coaxial par un monopôle fait d'une tige de cuivre, de 1 à 1,5 mm de diamètre, soudée sur le picot d'une fiche de connexion châssis, prolongeant la « hauteur » de ce dernier à 31 - 32 mm (pour une fréquence de 2,45 GHz)  
Le cylindre est percé (diamètre correspondant à celui de la fiche) à 44 mm du fond de la boîte (les 44 mm correspondent à l'axe du fil de cuivre). Le socle, doté du monopole, est vissé sur l'enveloppe métallique. Le seul réglage nécessaire est la polarisation (horizontale ou verticale) par rotation axiale du cylindre sur 90°.  
Le gain de cette antenne approche les 11 dBi / 9 dBd. Il convient pour collecter les signaux au foyer d'une parabole à F/D < 0.35.

## Antenne cornet-entonnoir
L'antenne cornet-entonnoir est une amélioration du cornet ci-dessus.
Les dimensions et la construction de base sont inchangées. On rajoute sur l'orifice d'ouverture une collerette métallique en forme d'entonnoir, dont la pente est inclinée de l'ordre de 30° par rapport à l'axe du cornet. On augmente ainsi la surface de récolte des signaux à 2,4 GHz. La performance de l'antenne dépend du nouveau diamètre d'ouverture, 17 cm proposés (gain annoncé + 3 dB) mais au moins 25 cm pour que ce système représente un intérêt d'utilisation significatif par rapport à une antenne plate à quatre cellules (quads, boucles, patchs), etc.
Pour la découpe du cône tronqué le rayon R1 est inchangé : 10 cm, la valeur du rayon R2 valant 25 cm .
Cependant, un meilleur résultat (compatibilité accrue avec l'avance du front de l'onde) peut être atteint en réduisant l'angle vers 15°, donc angle d'ouverture mécanique  ~ 30° — ce qui a pour effet direct de rallonger la longueur de l'antenne : h du cône tronqué ~ 39 cm, donc sa surface, et par voie de conséquence les performances — pour un diamètre d'ouverture de 30 cm. Attention R2 passe ~ 56 cm, R 1 à ~ 15 cm pour un cylindre de diamètre D = 84 mm. La longueur d'encombrement de l'antenne est de 65 cm. 
Le rendement d'un cornet peut alors atteindre les 85 %, contre ~ 50 % avec une parabole. 

## Parabole
Toute parabole de réception satellite peut être utilisée, en plaçant à la source une antenne primaire d'ouverture adaptée, l'antenne cornet décrite ci-dessus est bien adaptée à cet usage.

## Antenne quad
En 2,4 GHz, l'antenne quad est faite d'un rideau comportant un seul (rare) ou le plus souvent de deux ou quatre quadrilatères (cuivre de 1 à 2 mm) de 31 mm de côté, placés à 15/22 mm (à déterminer expérimentalement) d'un réflecteur en aspect plein, plaque métallique, ou ajouré, grillage, ayant des dimensions indicatives, de 10 x 10 cm (ou disque de 13 cm) ou bien de 21 x 10 cm. 
La connexion au centre du rideau se fait soit directement sur du coaxial de longueur strictement nécessaire, (conseillé pour avoir un minimum de pertes) soit via une fiche socle type « N » ou « SMA » reliée à une ligne coaxiale d'impédance 50 ohms ou à une fiche « F » pour du câble 75 ohms.
(Nb : attention certains connecteurs, fiches, ou raccords bas de gamme introduisent des pertes pouvant atteindre 2 dB).   
Le gain, à 2,45 GHz, isotrope ou absolu, de ce type d'antenne approche les 12 (2 cellules) ou 15 dBi (4 cellules) et 18 dB (8 cellules). On remarque que chaque fois que l'on double le nombre d'éléments le gain progresse de + 3 dB. La réalisation d'une quad n'est pas difficile (moyens, précision, matériaux, etc.). Dans la version quadriquad et octoquad, le croisement du fil de cuivre est dénivelé (espace de < 2 mm environ). On ne connaît de réalisation portant sur 16 cellules, alors que des antennes planaires élaborées sur du circuit imprimé, sont elles disponibles.   
Par sa directivité plus marquée, la quadriquad ou l'octoquad apportent un bien meilleur résultat que l'antenne cornet dite « ricoré », bien connue des wifistes, et concurrence encore l'antenne cornet-entonnoir. Les quads peuvent être également formées de 2 ou 4 ou 8 boucles circulaires (périmètre d'une boucle 12,3 cm).
Les amateurs avertis fabriquent des sextuquads ou sextuples quad (6 cellules) rectangulaires, portant le gain à près de 16 dBi, pour une surface carrée de l'ordre 23 cm de côté. Pour bénéficier de ce gain avec une parabole, son diamètre serait proche de 40 cm.   
Ces antennes quadrilatères  « maison » fonctionnent tout aussi bien que les produits manufacturés, souvent beaucoup plus onéreux (dans la version 1,2 GHz biquad la longueur d'un côté vaut 62 mm et l'espace entre le rideau et le réflecteur, 24 x 20 cm, est aussi à affiner expérimentalement).    
En Wi-Fi, et dans un souci de discrétion recherchée, cette antenne plate pouvant être capotée peut être préférable à une antenne Yagi ou hélice plus visibles et encombrantes. L'antenne panneau à technologie Quad ne doit pas être confondue avec l'antenne patch plus courante, mais aussi plus délicate à étudier et à construire pour un particulier. Quad et patch à 4 éléments apportent sensiblement le même gain qu'une parabole de l'ordre de 30 cm.
Les antennes à technologie quad, facilement concevables, sont donc les plus performantes par rapport à leur encombrement, seules les patchs sont un peu plus discrètes, le cornet se situant en avant-dernière position, la parabole étant la plus volumineuse à gain équivalent.

## Antenne patch ou planaire

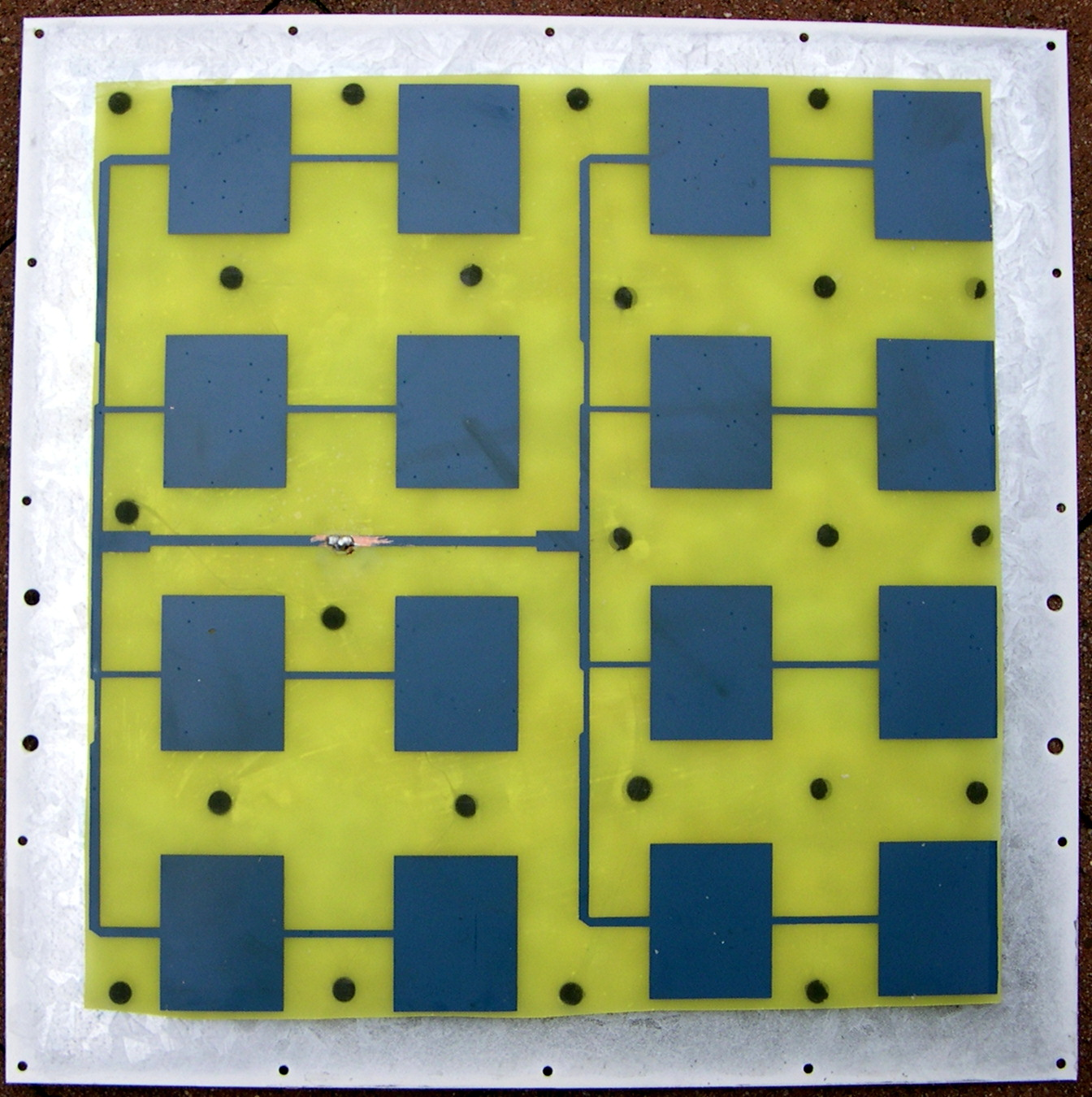
Antenne patch 2,4 GHz

L'antenne patch en réseau permet la réalisation d'antennes plates (antenne dite "panneau").
Leur gain annoncé et théorique (à 2,4 GHz) varie en fonction du nombre d'éléments. Plus les cellules sont nombreuses plus l'antenne est directive et sa surface (carrée ou rectangulaire) est importante.
- 2 cellules : 12 dBi
- 4 cellules : 15 dBi (= parabole de 30 cm environ)
- 8 cellules : 18 dBi
- 16 cellules : 21 dBi (= parabole de 60/65 cm environ)

Ces antennes planes sont disponibles soit pour la polarisation linéaire horizontale ou verticale soit pour la polarisation circulaire gauche ou droite. En Wi-Fi, la polarisation linéaire est préférée, la polarisation circulaire est plutôt employée par les radioamateurs.
La caméra sans fil (ou certaine) analogique, exemple d'application, webcam déportée, est dotée d'une antenne plate utilisant le (1) patch présentant une dimension chaude de 31,5 x 31,5 mm avec un point d'alimentation axial situé à 11 mm du bord. Si le carré est écrêté sur 2 côtés opposés, la polarisation est annoncée est circulaire, on perd alors 3 dB si on la marie avec du linéaire. La dimension de la face arrière(reliée à la masse du coaxial) n'est pas critique, souvent 40 à 50 mm de côté. L'angle d'ouverture (à - 3 dB) d'un pavé de patch est au moins de 120° à 2,4 GHz.    
L'illustration détaille la conception d'une antenne 2,4 GHz  (Stella Doradus) ici vue pour la polarisation linéaire H, à 16 éléments (patch de 63 x 50 mm) avec les lignes de couplage. Le circuit mesurant 38 x 39 cm apporte un gain de 21 dBi (ou 19 dBd) ce qui fait de cette antenne l'aérien au meilleur rendement (coefficient k) et le plus performant par rapport à sa taille (encombrement L 45 x l 45 x P 4,5 cm, P max 13 cm avec fixation pour mât). En outre, le rapport avant/arrière est un des meilleurs, 38 dB, ce qui permet une protection élevée contre les perturbations venant de l'arrière (180°) de l'antenne. Pour passer de la polarisation H à la V, le panneau est tourné de 90°.
L'antenne patch est l'aérien le plus discret dans sa catégorie de gain, car la moins volumineuse, suivie immédiatement de l'antenne quad, puis de l'antenne cornet et de l'antenne cornet-entonnoir.

## Antenne hélice

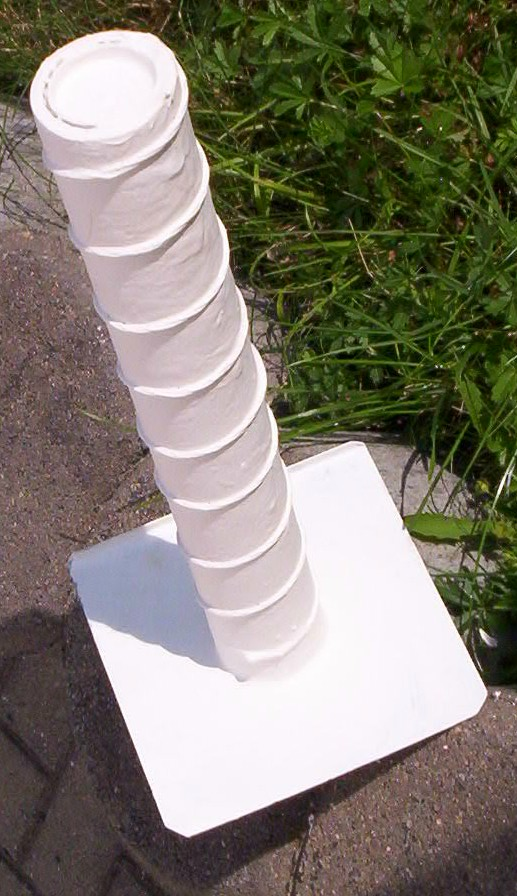
Une antenne hélice axiale.

Une antenne hélice axiale peut être réalisée en suivant les dimensions théoriques.